# Yves Diba Ilunga
Yves Diba Ilunga (* 12. August 1987 in Lubumbashi) ist ein kongolesischer Fußballspieler.
Ilunga spielte von 2006 bis 2009 beim kongolesischen Verein AS Vita Club. 2009 wechselte er zu Najran Sport Club in Saudi-Arabien. Durch seine gute Leistungen im Verein wechselte er 2011 zu al-Raed. Sein Debüt in der Nationalmannschaft seines Landes gab er 2006 und bestritt seitdem mindestens 16 Länderspiele bis zum Afrika-Cup 2013.